# 科克斯頓 (印第安納州)
科克斯頓（英語：Coxton）是位於美國印地安納州勞倫斯縣的一個非建制地區。該地的面積和人口皆未知。